# Arsterdamm

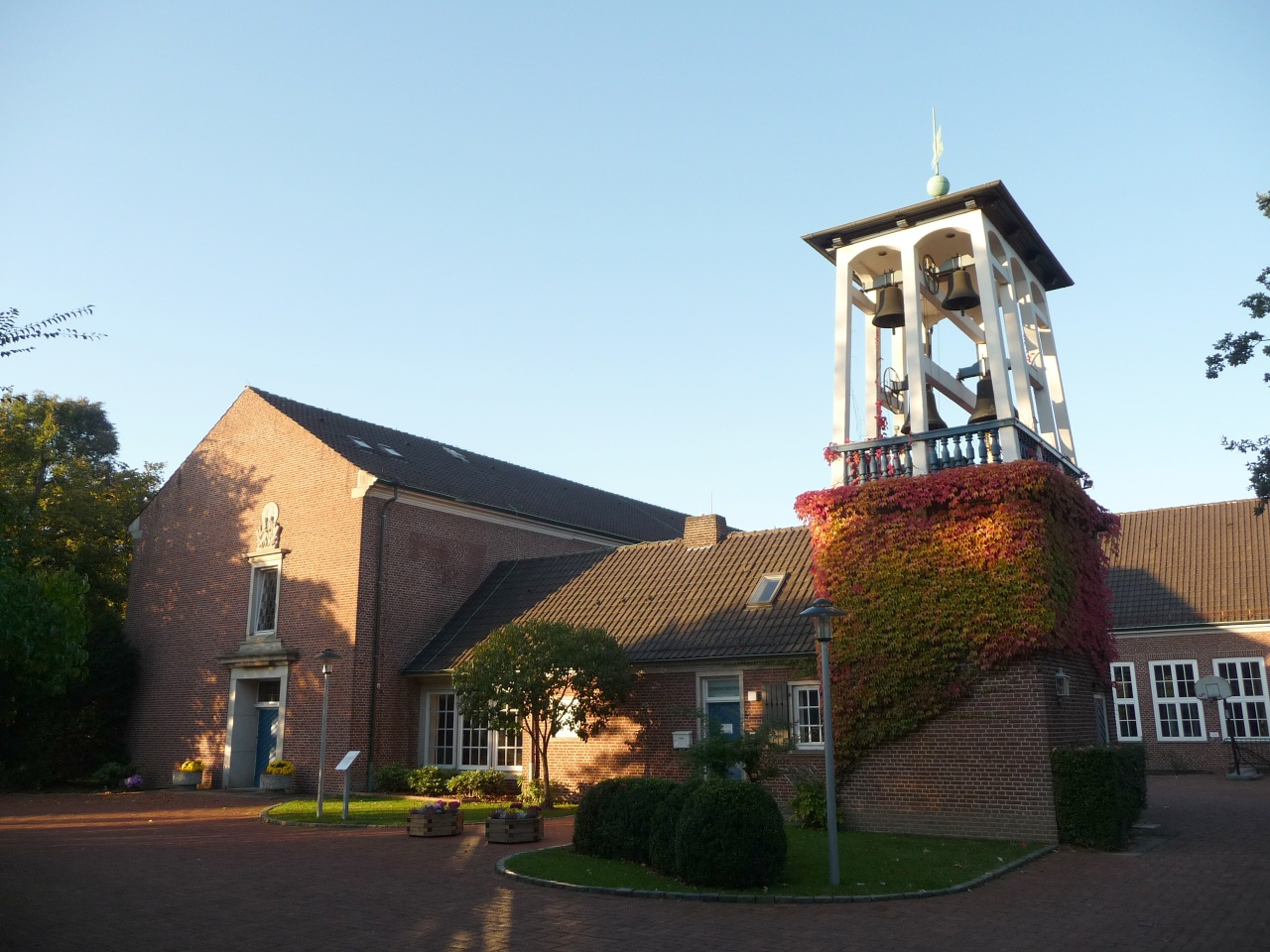
Nr. 12: Kirche St. Markus

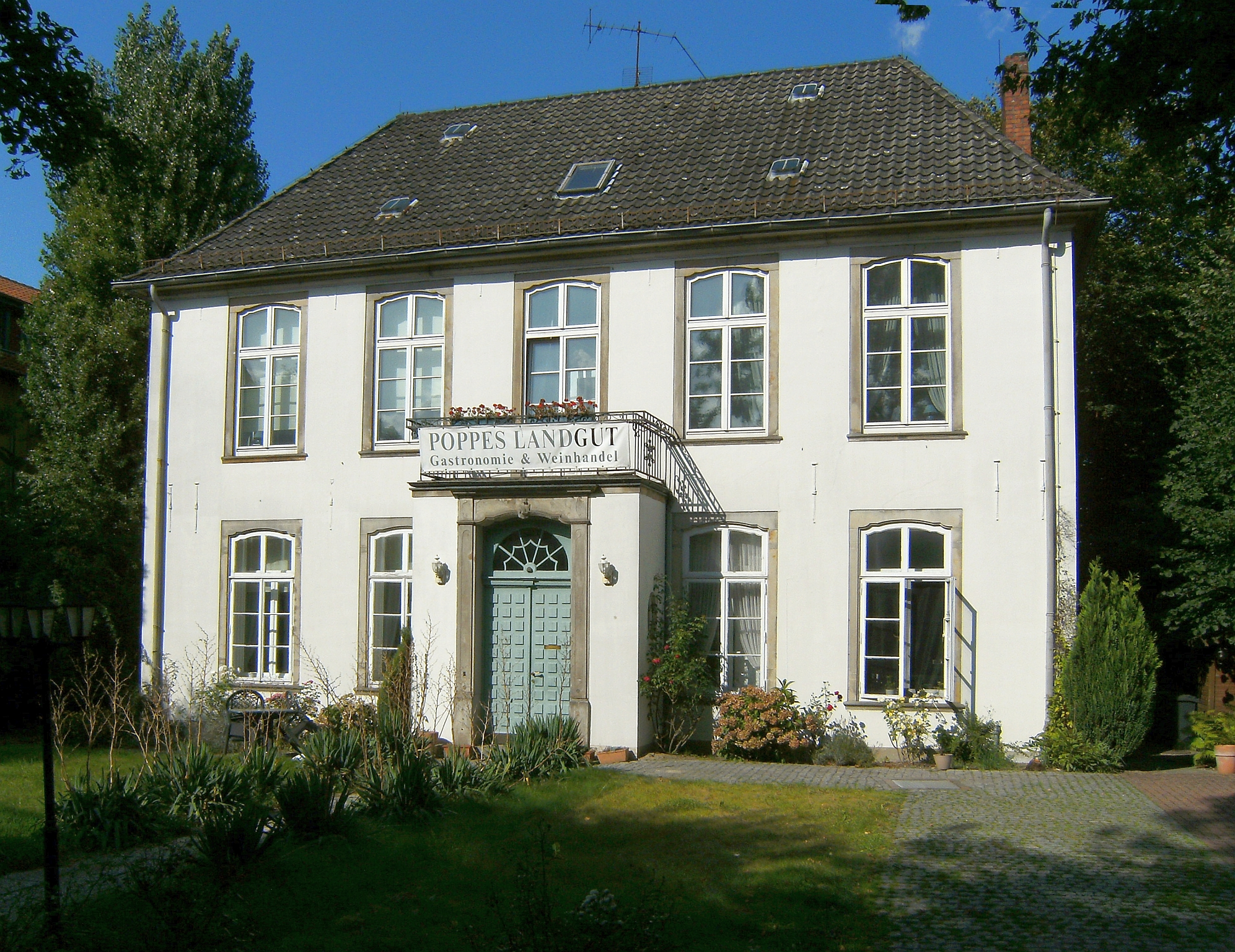
Nr. 10: Poppes Landhaus

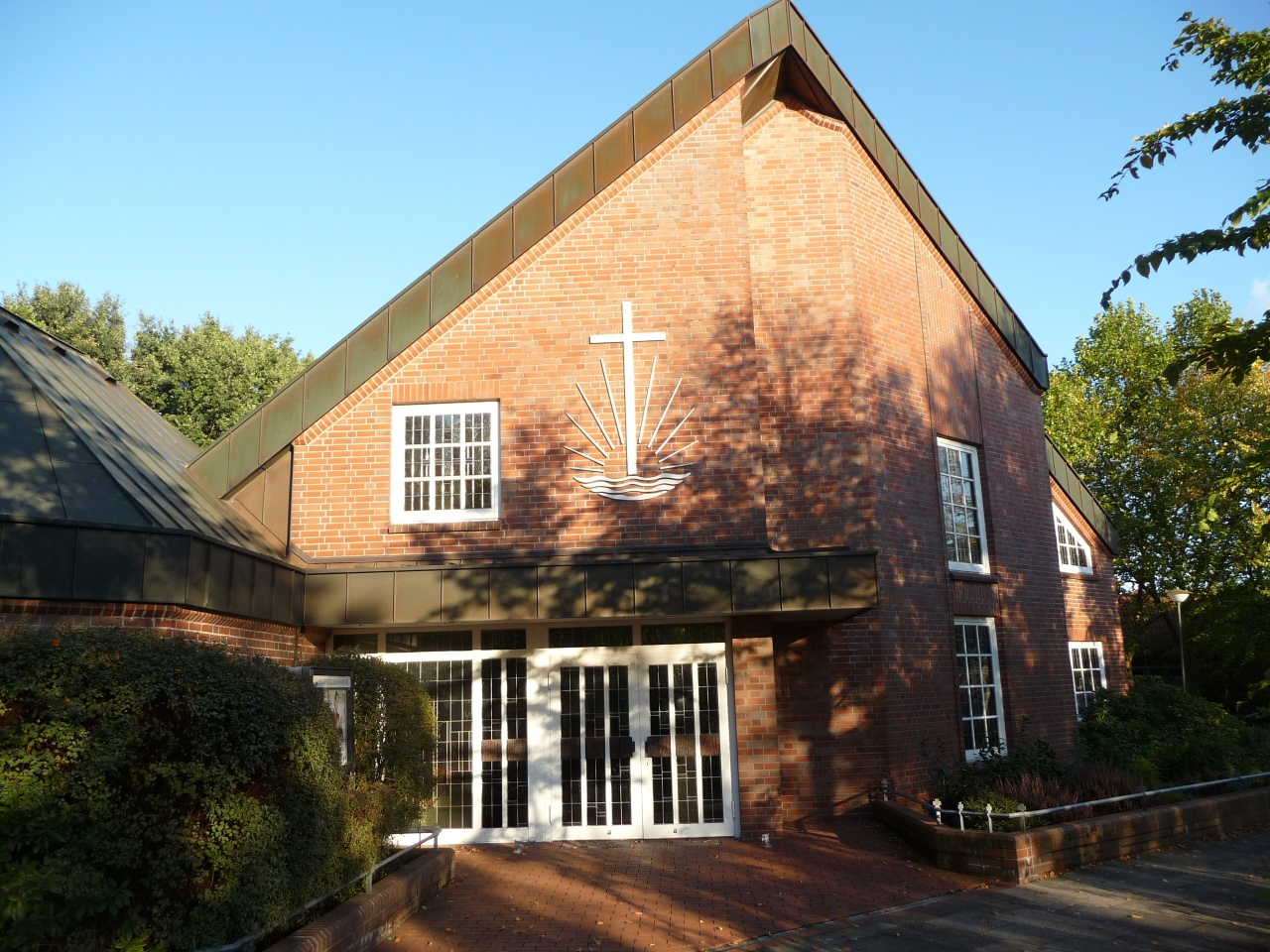
Nr. 132a: Neuapostolische Kirche in Bremen-Arsten

Der Arsterdamm ist eine zentrale Durchgangsstraße in Bremen, Stadtteil Obervieland, Ortsteile Kattenturm und Arsten. Sie führt in West-Ost-Richtung von der Kattenturmer Heerstraße bis zur Arster Heerstraße.
Sie gliedert sich in die Teilbereiche
- Kattenturmer Heerstraße bis Habenhauser Brückenstraße und
- Habenhauser Brückenstraße bis Arster Heerstraße.

Die Querstraßen und Anschlussstraßen wurden u. a. benannt als Kattenturmer Heerstraße nach dem Catteneschnertorme von 1390 bzw. Kattenthorn, Auf dem Beginenlande nach den ehelosen Frauen, die als christliche Gemeinschaft in Bremen in zwei Beginenhäusern lebten, Alfeshof nach dem Unternehmer H. Alfes, der hier 1855 bis 1903 die Straßenreinigung durchführte, Robert-Koch-Straße nach dem Mediziner und Mikrobiologen (1843–1910), In den Oberkämpen nach einer Flurbezeichnung, Am Mohrenshof 1997 nach einer Flur, Im Arster Felde nach einer Flur, Anna-Stiegler-Straße nach der Politikerin (SPD) und bedeutenden Frau der Bremer Frauenbewegung (1881–1963), Agnes-Heineken-Straße 1968 nach der Pädagogin, Politikerin (DDP) und Frauenrechtlerin (1872–1954), Bruchhauser Straße 1933 nach dem Ort im Landkreis Diepholz, Krumme Schinkel nach einem krummen Graben, Brenningstraße nach dem Philologen am Alten Gymnasium und Literaturhistoriker Emil Brenning (1837–1915), Habenhauser Brückenstraße, die zur Karl-Carstens-Brücke von 1970 führt, August-Hagedorn-Allee nach dem Präsidenten der Bremischen Bürgerschaft (SPD) (1888–1969), Martin-Buber-Straße nach dem jüdischen Religionsphilosophen (1878–1965), Rosenblumweg, Josef-Böhm-Straße 1964 nach dem Politiker (SPD) (1887–1954), Carsten-Dreßler-Straße nach dem Bierbrauer (1843–1929) und Arster Heerstraße nach dem Ortsteil; ansonsten siehe beim Link zu den Straßen.

## Geschichte

### Name
Die Straße war ein alter Weg in der Flur Arster Feld, der schon früh als Der Arster Damm in u. a. einer Karte von 1809 vom Gohgericht Ober Vieland zu finden ist. Der Weg führte von der Bremer Neustadt durch das Kleine und Große Arster Feld, vorbei am Huckelrieder Acker zum Dorf Arsten.

### Entwicklung
Das Vieland war ein flaches, sumpfiges Land, das ab 1201 teilweise kultiviert wurde. Arsten (Arsater = Acker) war im 13. Jahrhundert ein altes Kirchdorf. Im 14. Jahrhundert errang Bremen die Landesrechte. 1812 hatte Arsten 767 und Kattenturm nur um bis 15 Einwohner; heute (2009) 13.029. 1962 wurde Obervieland ein Stadtteil.
1825 wurde der Weg als Straße gepflastert.
Die St.-Markus-Kirche wurde als Abspaltung von der Jakobi-Gemeinde gegründet und bis 1955 gebaut. Sie ist der erste von fünf Nachkriegskirchbauten des Bremer Architekten Fritz Brandt.
Nach dem Bau des Autobahnzubringers Arsten (B6n) entstanden dazwischen Gewerbeansiedlungen.

### Verkehr
Der Autobahnzubringer Arsten entlastet erheblich den Arsterdamm seit den 1960er Jahren.
Die 1880 erbaute Pferdebahnlinie in die Neustadt wurde 1884 vom Buntentor zum Arsterdamm verlängert und 1900 elektrifiziert. Von 1914 bis 1967 verband sie als Linie 4 den Arsterdamm mit Horn. Die Straßenbahn (ab 1967 Linie 1) wurde 1973 vom Arsterdamm zurückgezogen und auf eigener Trasse weiter bis Kattenturm und Arsten verlängert. Seit 1998 ist es wieder die Linie 4.
Die Straßenbahn Bremen überquert heute mit der Linie 4 (Arsten – Lilienthal) die Straße.
Im Nahverkehr in Bremen durchfahren die Straße ab Agnes-Heinicken-Straße die Buslinien 22 (Kattenturm-Mitte ↔ Universität-Ost) und 29 (Kattenturm-Mitte ↔ Neue Vahr) und die 52 (Huchting ↔ Kattenturm) und 53 (Huckelriede ↔ Brinkum) tangieren die Straße.

## Gebäude und Anlagen
An der Straße stehen überwiegend ein- bis zweigeschossige Wohnhäuser und zum Autobahnzubringer hin Gewerbebauten.
Bremer Baudenkmale
- Nr. 10: Poppes Landhaus von um 1770 im Stil des späten Rokokos (in Bremen selten) für den Kaufmannes Poppe.[1]
- Nr. 12–16: 1- 2-gesch. rotsteinsichtige evangelische St. -Markus-Gemeinde; Hallenkirche mit Gemeindesaal, Büro/Küsterwohnung und quadratischen Glockenturm von 1955 nach Plänen von Fritz Brandt (Bremen) sowie mit Relief des Bremer Bildhauers Herbert Kubica und  Orgel von Alfred Führer (Wilhelmshaven); Ergänzungsbauten als Kindertagesstätte von 1968.[2]
- 2-gesch. rotsteinsichtige Siedlung Auf dem Beginenlande Nr. 4–92 zwischen Arsterdamm und der Theodor-Billroth-Straße von 1939 bis 1942 nach Plänen von Oberbaurat Karl Kummer vom Amt für Wohnung und Siedlung für die Bremische Bau- und Siedlungsgesellschaft Bremen-Grolland.[3]

Erwähnenswerte Gebäude und Anlagen
Südseite
- Nr. 3 bis 31: 1-gesch. Wohnhäuser
- Nr. 31b/33: große Gewächshausanlage
- Nr. 37 bis 99: 1- und 2-gesch. Wohnhäuser
- Nr. 105 und 107: 1-gesch. Einkaufszentrum
- Nr. 109 bis 117: 1-gesch. Wohnhäuser
- Wadeacker Fleet
- Ecke August-Hagedorn-Allee 1: 3-gesch. U-förmige Wohnanlage
- Nr. 141 bis 147b: 2-gesch. Reihenhäuser
- Nr. 149 bis 193: 1- und 2-gesch. Wohnhäuser

Nordseite
- Nr. 4, Eckhaus Kattenturmer Heerstraße 28/30: 2-gesch. Gebäude mit Discothek. Hier befand sich von 1947 bis nach 1962 die Arsterdamm-Lichtspiele, ein Bremer Kino mit 220 Plätzen.
- Nr. 10: 2-gesch. Landgut Poppe mit Parkanlage: s. o.
- Nr. 12–16: Kirche s. o.
- Nr. 30 bis 60: 1- und 2-gesch. Wohnhäuser
- Überführungsbrücke der Straßenbahn
- Am Mohrenshof 1: Freie Christengemeinde Bremen mit der 2-gesch. modernen hoop Kirche von nach 2000
- Nr. 72 bis 98: 1- und 2-gesch. Wohnhäuser und dahinter Gewerbebauten
- Nr. 102/106: 2-gesch. Gewerbebauten u. a. mit Trödelmarkt und der T & T Kältetechnik GmbH mit großen 1-gesch. Hallen
- Nr. 132a: 2-gesch. Bauten der Neuapostolischen Kirche Bremen-Arsten von 1988
- Nr. 132b bis 150: 1- und 2-gesch. Einkaufszentrum mit Apotheke
- Zwischen Nr. 150 bis 168 mit Bezeichnung Rosenblumweg 1 bis 33: 2-gesch. rotsteinsichtige Reihenhäuser
- Weg zur Stammstraße
- Nr. 180 1-gesch. Einkaufszentrum, daneben 3-gesch. kleiner achteckiger Turm, dahinter Gewerbebauten